# Anthene definita
The Common Ciliate Blue hoặc Common Hairtail (Anthene definita) là một loài bướm thuộc họ Lycaenidae. Loài này có ở phía nam châu Phi.
Sải cánh từ 21–27 mm đối với con đực và 24–29 mm đối với con cái. Cá thể trưởng thành mọc cánh quanh năm in wamer areas, đỉnh điểm vào mùa hè.
Ấu trùng ăn các loài Allophylus africanus, Pappea capensis, Mangifera indica, Myrica aethiopica, Myrica sericea, Acacia karroo, Acacia cyanophylla, Acacia saligna, Paraserianthus lophanta, Schotia, Bersama và Kalanchoe species.

## Phân loài
- Anthene definita definita (from South Africa to East Africa, Uganda, south-phía đông Guinea (Nimba Mountains))
- Anthene definita nigrocaudata (Pagenstecher, 1902) (Ethiopia)

## Hình ảnh

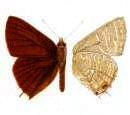
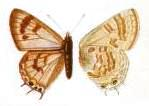
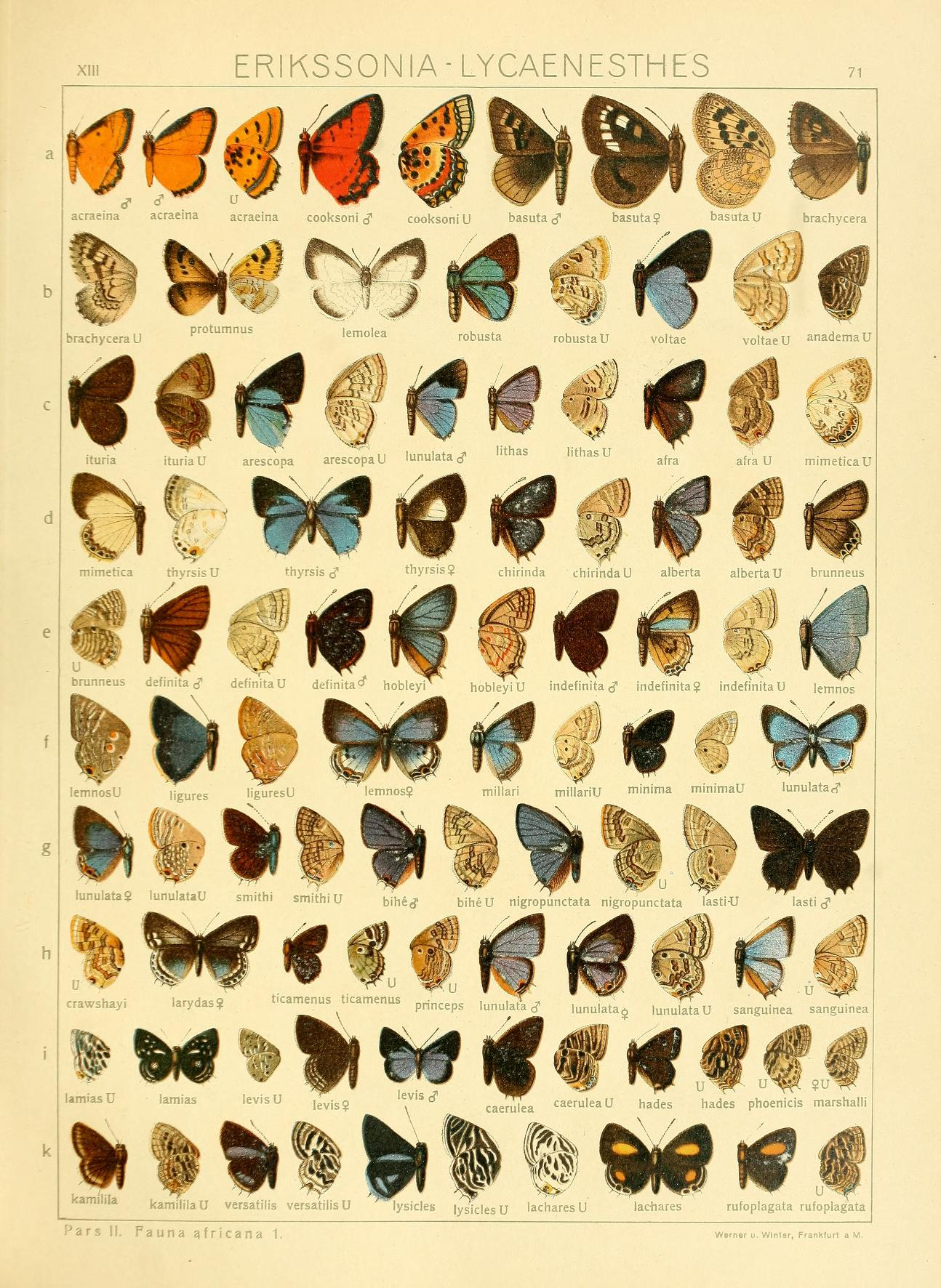